# 용인 장욱진 가옥
용인 장욱진 가옥은 대한민국 경기도 용인시 기흥구 마북동에 있는, 장욱진(1917~1990) 화백이 1986년부터 작고할 때까지 거주하면서 작품 활동을 한 곳이다. 2008년 9월 17일 대한민국의 국가등록문화재 제404호로 지정되었다.

## 개요
이 가옥은 우리나라 서양화가 1세대로 근현대 화단에 큰 발자취를 남긴 장욱진(1917~1990) 화백이 1986년부터 작고할 때까지 거주하면서 작품 활동을 한 곳이다. 한옥은 안채와 사랑채, 광으로 구성되어 경기도 전통적인 민가의 튼 ‘ㅁ' 모양이며, 장욱진 화백이 직접 수리하여 작업실과 거주 공간으로 사용하였다. 양옥은 1953년 작품 ‘자동차가 있는 풍경’에 그린 벽돌집을 바탕으로 장 화백이 직접 구상하여 지었다.

## 참고 자료
- 용인 장욱진 가옥 - 국가유산청 국가유산포털